# Wybory powszechne w Tanzanii w 2010 roku
Wybory powszechne w Tanzanii w 2010 roku – wybory na urząd prezydenta Tanzanii oraz do Zgromadzenia Narodowego przeprowadzone 31 października 2010.
W wyborach prezydenckich reelekcję uzyskał Jakaya Kikwete, zdobywając ponad 61% głosów. Rządząca Partia Rewolucji (CCM) uzyskała natomiast większość miejsc w parlamencie. Opóźnienia w publikacji wyników wyborów doprowadziły do trzydniowych antyrządowych protestów w kilku miastach kraju. Opozycja oskarżyła władze i służby specjalne o fałszerstwa wyborcze. Zaniepokojenie i zastrzeżenia co do przejrzystości procesu zliczania głosów wyrazili także międzynarodowi obserwatorzy, w tym Unia Europejska.
Równocześnie z wyborami powszechnymi odbyły się wyboru na urząd prezydenta Zanzibaru, którym został wybrany Ali Mohamed Shein z rządzącej Partii Rewolucji.

## Organizacja wyborów
Prezydent Tanzanii wybierany na 5-letnią kadencję z możliwością jednej reelekcji. Wygrywa kandydat, który zdobył większą liczbę głosów. Razem z prezydentem wybierany jest wiceprezydent. W czasie wyborów w 2005 nowym szefem państwa został wybrany Jakaya Kikwete z Partii Rewolucji (Chama Cha Mapinduzi, CCM), rządzącej w Tanzanii od czasu uzyskania niepodległości w 1961. Wybory z 2010 były czwartymi od czasu wprowadzenia w Tanzanii systemu wielopartyjnego w 1992. Od tamtej pory wszystkie wybory uznawane były za generalnie wolne i demokratyczne, jednak CCM utrzymała dominującą rolę na scenie politycznej.
Zgromadzenie Narodowe wybierane jest na 5-letnią kadencję. Od 2005 liczy 323 deputowanych; 232 z nich jest wybieranych w wyborach powszechnych, pozostali pochodzą z mianowania. 75 mandatów zarezerwowanych jest dla kobiet, które mianuje komisja wyborcza na podstawie list dostarczonych przez partie i w oparciu o liczbę głosów zdobytych przez partie reprezentowane w parlamencie; 10 deputowanych mianuje prezydent; 5 mandatów przypada członkom Izby Reprezentantów Zanzibaru; pozostałe 2 zajmują z urzędu prokuratur generalny oraz przewodniczący parlamentu. Do udziału w wyborach zarejestrowało się 18 partii politycznych.
Wybory monitorowane były przez zagranicznych obserwatorów, m.in. z Unii Europejskiej oraz Wspólnoty Narodów.

## Kandydaci

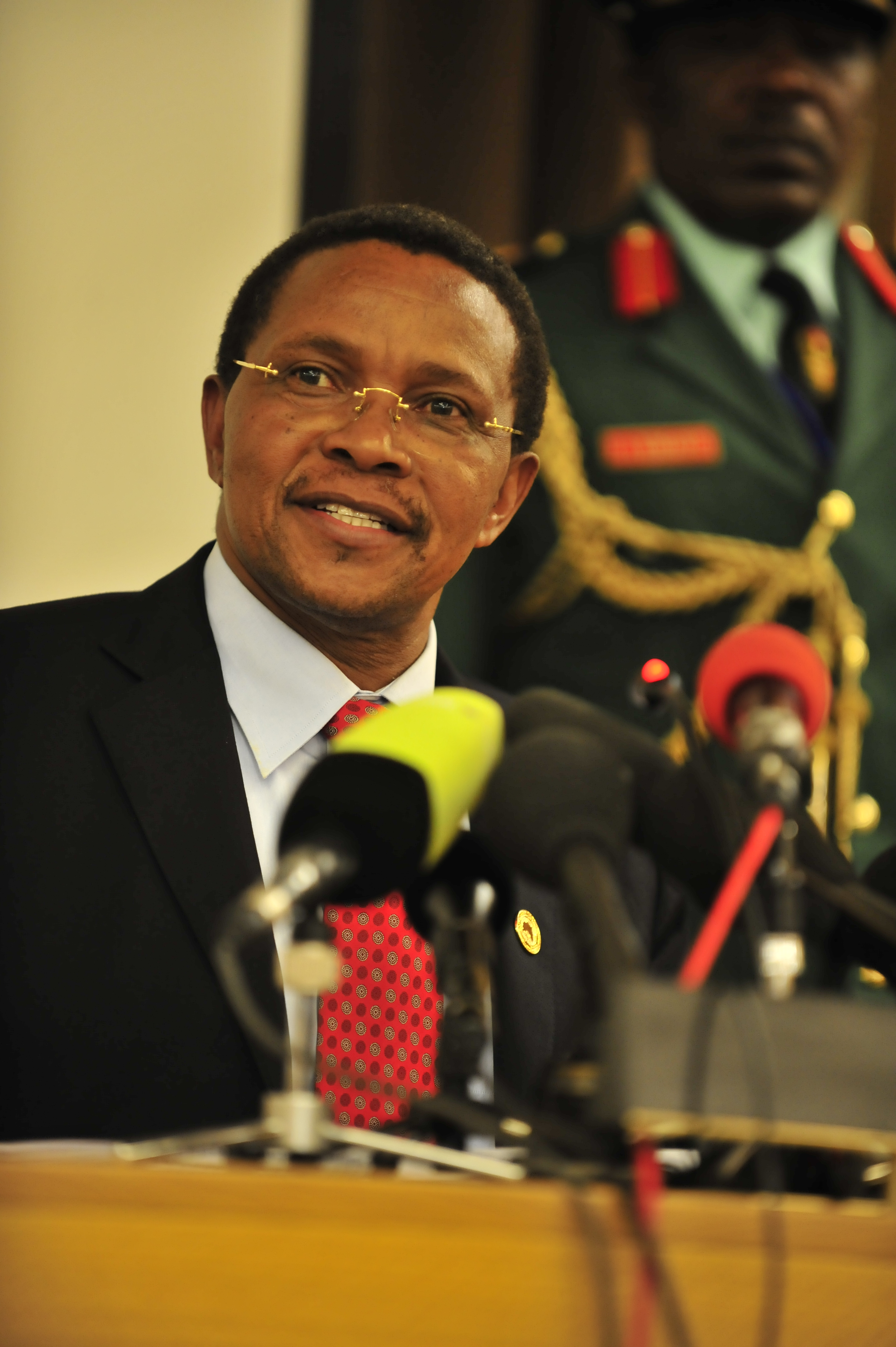
Prezydent Jakaya Kikwete, 2009

Do udziału w wyborach prezydenckich zarejestrowanych zostało 7 kandydatów. Największe szanse na wygraną miał urzędujący prezydent Jakaya Kikwete. Został on wybrany kandydatem rządzącej Partii Rewolucji (CCM) w czasie konwencji w lipcu 2010, uzyskując 1893 głosy poparcia spośród 1907 głosów. Razem z nim kandydatem na urząd wiceprezydenta został wybrany Mohamed Gharib Bilal.
Kandydatami dwóch największych partii opozycyjnych byli Wilbrod Slaa z Partii Demokracji i Rozwoju (Chama Cha Maendeleo na Demokrasia, CHADEMA) oraz Ibrahim Lipumba ze Zjednoczonego Frontu Obywatelskiego (Civic United Front, CUF). Wilbrod Slaa został wybrany kandydatem partii CHADEMA w czasie konwencji w sierpniu 2010, uzyskując 752 spośród 758 głosów delegatów. Kandydatem na urząd prezydenta z ramienia tej partii został wówczas wybrany Said Mzee Said.
Według sondaży przedwyborczych największe szanse na wygraną miał prezydent Kikwete, którego kandydatura zyskała poparcie 61% i 72% respondentów. Jednak inny z ogólnokrajowych sondaży wskazywał na zwycięstwo Wilbroda Slaa z wynikiem 45% poparcia ze strony badanych, wobec 41% dla kandydatury Kikwete.

## Kampania wyborcza
Głównymi tematami kampanii wyborczej była edukacja, opieka zdrowotna oraz walka z bezrobociem. Prezydent Jakaya Kiwete skupiał się przede wszystkim na sprawach gospodarczych, obiecując rozwój infrastruktury, tworzenie nowych miejsc pracy i poprawę sytuacji rolników. Kandydat opozycji Wilbrod Slaa zobowiązał się do walki z korupcją, o którą oskarżał klasę rządzącą. Zapowiedział obniżenie pensji prezydenta o 20%, członków parlamentu o 15% oraz zmniejszenie liczebności rządu. Obiecywał bezpłatną edukację i opiekę zdrowotną oraz jednocześnie obniżkę podatków.
Opozycja oskarżała partię rządzącą o wykorzystywanie środków publicznych na cele kampanii wyborczej. Zarzuciła władzom fałszerstwa spisu wyborców. W spisie ujętych zostało 19 mln obywateli, co zdaniem opozycji, przy uwzględnieniu liczby wszystkich mieszkańców kraju (40,7 mln), miało być wartością zdecydowanie zawyżoną. Opozycja ogłosiła również, że wykryła przypadki kupowania głosów wyborców oraz wyraziła zaniepokojenie przejrzystością procesu zliczania głosów, który po raz pierwszy odbywać się będzie na drodze elektronicznej.

## Głosowanie i wyniki wyborów
Głosowanie 31 października 2010 zdaniem międzynarodowych obserwatorów przebiegło w pokojwej atmosferze i zostało dobrze przeprowadzone. Odnotowano tylko pomniejsze nieprawidłowości, w tym opóźnienia w otwarciu lokali wyborczych lub przypadki braku nazwisk na listach wyborców.
1 listopada 2010 komisja wyborcza zapowiedziała możliwe opóźnienia w publikacji wyników wyborów z powodu problemów technicznych, a jaką datę ogłoszenia pełnych wyników podała 5 listopada 2010. Powolne tempo ogłaszania wyników wywołało zaniepokojenie zagranicznych obserwatorów oraz spowodowało oskarżenia ze strony opozycji o fałszerstwa wyborcze. Doprowadziło to do wybuchu 1 listopada 2010 antyrządowych zamieszek w miastach Dar es Salaam i Mwanza oraz na wyspie Zanzibar. Policja do ich stłumienia użyła kanonierek wodnych. Protestujący blokowali drogi i palili opony. Międzynarodowi obserwatorzy (m.in. z UE) wezwali władze do jak najszybszego ogłoszenia wyników wyborów.
Cząstkowe wyniki wyborów dawały zwycięstwo prezydentowi Kikwete i jego Partii Rewolucji. 2 listopada 2010 doszło do kolejnych antyrządowych protestów w Dar es Salaam, Kigoma i Karagwe. Protesty trwały także następne dnia w regionie Kagera.
3 listopada 2010 lider opozycyjnej partii CHADEMA Wilbrod Slaa oskarżył władze o fałszerstwa wyborcze i zażądał powtórzenia całego procesu wyborczego. Stwierdził, że wyniki ogłaszane przez komisję wyborczą różnią się od wyników ogłoszonych wcześniej w okręgach. Szef komisji zaprzeczył zarzutom. Przyznał jednak, że mogło dojść do „arytmetycznych nieprawidłowości”, niewpływających jednakże na ostateczny rezultat. 4 listopada 2010 oskarżenia o fałszerstwa wyborcze wystosowała druga partia opozycyjna, CUF. Obie partie wysunęły również oskarżenia o manipulacje przy zliczaniu głosów pod adresem służb specjalnych, czemu te zaprzeczyły. Swoje zaniepokojenie i zastrzeżenia co do przejrzystości procesu liczenia głosów wyrazili także międzynarodowi obserwatorzy.
5 listopada 2010 Narodowa Komisji Wyborcza (National Electoral Commission, NEC) ogłosiła oficjalne wyniki wyborów prezydenckich i parlamentarnych. Prezydent Jakaya Kikwete uzyskał reelekcję z wynikiem ponad 61% głosów. Drugie miejsce zajął Wilbrod Slaa, uzyskując 26% głosów, podczas gdy Ibrahim Lipumba zdobył 8% głosów. Większość miejsc w parlamencie uzyskała rządząca Partia Rewolucji (CCM). Frekwencja wyborcza była najniższą w historii i wyniosła 43%. Wyników wyborów prezydenckich, w odróżnieniu od parlamentarnych lub lokalnych, nie podlegały zgodnie z konstytucją zaskarżeniu do sądu. 6 listopada 2010 prezydent Kikwete został zaprzysiężony na drugą kadencję.
| Kandydat – Partia polityczna | Kandydat – Partia polityczna                                                   | Liczba głosów | %     |
| ---------------------------- | ------------------------------------------------------------------------------ | ------------- | ----- |
|                              | Jakaya Kikwete – Partia Rewolucji (CCM)                                        | 5 276 827     | 61,1% |
|                              | Wilbrod Slaa – Partia Demokracji i Rozwoju (CHADEMA)                           | 2 271 941     | 26,3% |
|                              | Ibrahim Lipumba – Zjednoczony Front Obywatelski (CUF)                          | 695 667       | 8,06% |
|                              | Peter Kuga Mziray – African Progressive Party of Tanzania (APPT-Maendeleo)     | 96,933        | 1,2%  |
|                              | Hashim Rungwe – National Convention for Construction and Reform (NCCR-Mageuzi) | 26,388        | 0,3%  |
|                              | Muttamwega Bhatt Mgayhwa – Tanzania Labour Party (TLP)                         | 17,482        | 0,2%  |
|                              | Fahmi Nassoro Dovutwa – United People’s Democratic Party (UPDP)                | 13,176        | 0,2%  |
| Razem                        | Razem                                                                          | 8,398,415     | 100%  |
| Źródło:                      |                                                                                |               |       |

Po raz pierwszy w historii do parlamentu został wybrany albinos, Salum Khalfani Bar’wani z ramienia CUF. Albinosi spotykają się we wschodniej Afryce z prześladowaniem i zgodnie z tradycyjnymi wierzeniami są obiektem czarnej magii.

## Ocena głosowania
Misja obserwacyjna UE stwierdziła, że wybory zostały przeprowadzone w sposób pokojowy. Podkreśliła jednak, że w czasie kampanii wyborczej urzędujący prezydent i jego partia korzystali z przywilejów władzy i wykorzystali przewagę w finansowaniu kampanii i dostępu do publicznych mediów. Szef misji, David Martin, wyraził także zaniepokojenie powolnym procesem zliczania głosów, który prowadził do podejrzeń wśród wyborców i niepewności co do uczciwości ostatecznego wyniku. Swoje zaniepokojenie i zastrzeżenia co do przejrzystości tego procesu wyrazili także pozostali międzynarodowi oraz lokalni obserwatorzy.

## Zanzibar
Równolegle z wyborami powszechnymi, na Zanzibarze, będącym autonomiczną jednostką Tanzanii, odbyły się wybory na urząd prezydenta wyspy. Głównymi kandydatami byli: Ali Mohamed Shein z rządzącej Partii Rewolucji (CCM) oraz przedstawiciel opozycyjnego Zjednoczonego Frontu Obywatelskiego (CUF), Seif Sharif Hamad. Zgodnie z wynikiem referendum z lipca 2010, wprowadzającym do konstytucji przepis o utworzeniu po wyborach rządu jedności narodowej, zwycięzca wyborów miał objąć stanowisko prezydenta, a kandydat z drugiego miejsca stanowisko wiceprezydenta. Zmiana konstytucji miała na celu zapobieżeniu przemocy i starciom, jakie wybuchły na wyspie po wyborach w 2000 oraz w 2005.
Zwycięstwo w wyborach (50,1% głosów) uzyskał kandydat rządzącej partii Ali Mohamed Shein. Seif Sharif Hamad (49,1% głosów) uznał wybory za nieuczciwe, zaakceptował jednak ich wynik i zgodził się objąć stanowisko wiceprezydenta. Wybory przebiegły w generalnie pokojowej atmosferze. 3 listopada 2010 zostali zaprzysiężeni na stanowiskach.